# Tereza Fajksová
Tereza Fajksová (* 17. května 1989 Ivančice) je česká modelka, Blesk Česká Miss Earth 2012 a Miss Earth 2012.

## Život
Tereza Fajksová pochází z jihomoravských Ivančic. Její otec se jmenuje Pavel Fajks a má jednoho bratra. Navštěvovala Základní školu T. G. Masaryka v Ivančicích, následně Sportovní gymnázium Ludvíka Daňka v Brně. V letech 2008-2012 studovala na soukromé Veřejně správní akademii v Brně obor Personální řízení. V roce 2017 absolvovala obor Mezinárodní teritoriální studia na Fakultě regionálního rozvoje a mezinárodních studií Mendelovy univerzity v Brně, čímž získala titul Bc.
V roce 2013 žila v Brně a měla dlouholetý vztah se svým přítelem basketbalistou Lubošem Gregorem.
Nejprve začala hrát volejbal v Ivančicích, poté hrála a dokonce byla kapitánkou v extraligovém volejbalovém týmu Královopolská Brno. Je trojnásobnou juniorskou mistryní ČR ve volejbale. V 19 letech skončila s volejbalovou kariérou ze zdravotních důvodů.

### Modeling a soutěže Miss
V roce 2009 se přihlásila do soutěže krásy Miss České republiky, probojovala se až do finále pod číslem 11, ale neumístila se.[zdroj?]
V roce 2010 se zúčastnila mezinárodní soutěže krásy Miss Tourism Queen of the Year International 2010 v čínském Shandongu (Qingzhou). Byla úspěšná a umístila se jako II. Vicemiss z 85 dívek a ještě získala podtitul Miss body beautiful.[zdroj?]
V roce 2011 se zúčastnila mezinárodní soutěže krásy Miss Bikini International 2011, kde se probojovala do Top 24.[zdroj?]
Na podzim roku 2011 se přihlásila do soutěže krásy Česká Miss a získala titul Blesk Česká Miss Earth 2012, celkově se tehdy v této soutěži umístila na 3. místě. Poté reprezentovala na mezinárodní soutěži krásy Miss Earth 2012, které se konalo 24. listopadu 2012 ve Versailles Palace v Alabang, Muntinlupa City na Filipínách, kde se stala historicky první českou Miss Earth ze 79 dívek z celého světa.
Garderobu, která se skládala z pěti večerních a čtyř koktejlových šatů, jí navrhovala česká návrhářka Miriam Janásová. Všechny šaty doplňovaly šperky z kolekce šperků jablonecké firmy Šenýr Bijoux. Byla úspěšná i v jednotlivých soutěžních kategoriích: druhá v Resorts Wear a Evening gown (večerní róba), získala zvláštní cenu Miss Kaolin Sea a cenu za nejkrásnější pleť ze všech dívek.[zdroj?]

## Osobní život
V roce 2019 se jí narodila dcera Lilien, v roce 2021 se jí narodil syn Sebastien.[zdroj?]